# Kanton Saint-Laurent-du-Pont
Kanton Saint-Laurent-du-Pont (fr. Canton de Saint-Laurent-du-Pont) je francouzský kanton v departementu Isère v regionu Rhône-Alpes. Skládá se ze sedmi obcí.

## Obce kantonu
- Entre-deux-Guiers
- Miribel-les-Échelles
- Saint-Christophe-sur-Guiers
- Saint-Joseph-de-Rivière
- Saint-Laurent-du-Pont
- Saint-Pierre-de-Chartreuse
- Saint-Pierre-d'Entremont